# 스파키 앤더슨
조지 리 "스파키" 앤더슨(George Lee "Sparky" Anderson, 1934년 2월 22일 ~ 2010년 11월 4일)은 미국 메이저 리그에서 활약했던 감독이었다. 감독으로 내셔널리그의 신시네티 레즈를 이끌어 1975년과 1976년 월드시리즈 우승, 1984년에는 아메리칸리그의 디트로이트 타이거스를 이끌어 월드시리즈 우승을 일궈내어 메이저 리그 역사상 최초로 양대리그 월드시리즈 우승을 경험한 감독이다. 통산 2194승을 기록해 감독 최다승 역대 6위에 기록되어 있다. 1984년과 1987년에 아메리칸리그 최우수 감독상을 수여받았다. 2000년 명예의 전당에 헌액되었다. 2010년 11월 4일 숨졌다.

## 생애

### 생애 초기
스파키 앤더슨은 1934년 미국 사우스다코타주의 브리지워터라는 작은 마을에서 가난한 농부의 아들로 태어났다. 8세 때 온 집안이 로스앤젤레스(LA)로 이사해 남가주에서 자라게 되는데, 어린 시절 그는 USC 대학교에서 배트 보이로 야구와 인연을 맺게 되었다.
고교 시절 평범한 선수로 포지션 유격수를 맡아 뛰었고, 고교 졸업 후 1953년 드래프트에서 브루클린 다저스에 뽑혀 프로선수로 뛰게 되었다.

### 선수 생활
1953년 브루클린 다저스에 뽑혀 프로 생활을 한 그는 유격수를 보다가 2루수로 전업하게 되었다. 이후 브루클린 다저스 산하 마이너리그에서 선수생활 해오다가 1958년 12월 23일 LA 다저스에서 필라델피아 필리스로 트레이드되었다. 이듬해 1959년 만 25세 나이에 필라델피아 필리스 소속으로 메이저 리그에 데뷔하게 되었다. 개막전에서 스파키는 결승타를 치는등 인상적인 활약을 보였고, 필라델피아 주전 2루수로 풀타임 출장하여 활약했지만, 정규 시즌 내내 부진한 성적을 기록했다. 1959년 그 해 풀타임 출장하여 타율 0.218에 34타점을 기록한채 단1시즌만 뛰고 그는 다시 마이너리그로 배속되었고, 빅리그 선수생활은 자신이 맞지않음을 느끼게 되었다.
그렇게 선수생활을 마감하고, 지도자의 길에 새로운 도전을 결심하게 되었다.

### 지도자 생활

#### 마이너리그 시절 & 메이저 리그 코치 시절
1964년 토론토 블루제이스 산하 마이너리그 팀 감독을 시작으로 지도자 생활의 길에 들어섰다. 마이너리그 감독시절, 그는 모든 면에서 의욕이 넘쳤고 강경 일변도적 성격으로 밀어붙여, 툭하면 심판들과 다툼을 벌였다. 늘 문제를 일으키는 '젊은 감독'이라는 오명 속에 그는 마이너리그 감독직에서 곧 해고되었는데, 뒷날 스파키는 그당시 일을 '그 경험이 자신에게는 가장 소중했던 실패'라고 회고했다.
1969년 샌디에고 파드리스 코치로 메이저 리그에 복귀한 뒤 1년후 신시내티 레즈 감독직에 부임했다.

#### 메이저 리그 시절

##### 신시네티 레즈 시절
1970년 시즌 전, 당시 세인트루이스 카디널스 단장이던 봅 호샘이 신시내티 레즈 단장으로 옮기면서 스파키 앤더슨을 감독에 전격 임명했다.
당시 최연소이자 무명인 36세 감독을 소개받은 신시내티 레즈 팬들 반응은 매우 당황했다고 한다. 대개 '스파키 누구?', '농담하는 것 아니야?', '정말이야?' 대충 이런 반응이었다고 한다.
당시 신시내티 레즈는 유망주들이 꽤 많았지만 노장들의 텃세가 심했던 것으로 알려진 팀이었다. 선수단들은 '애송이 감독'이 오자 처음에는 심하게 텃세를 부렸지만 강단과 인간성, 그리고 유머 감각이 풍부했던 스파키의 은근한 지도력에 팀은 서서히 하나로 뭉치기 시작했다.
그리고 쟈니 벤치, 조 모간, 피트 로즈, 토니 페레스, 켄 그리피 시니어, 조지 포스터, 데이비 콘셉시온 등이 주축이 된 '빅 레드 머신(Big Red Machine)'이 서서히 자리를 잡아가기 시작했다.
신시내티 감독 시절 스파키는 선수들의 재능을 알아보는데 천재적이었고, 사람들과 소통의 대가였으며, 팀을 위해 필요할 때는 완고했다. 당시 유망주 거포 포스터가 라인업에 필요하다는 판단이 서자, 간판타자 피트 로즈를 3루(2루수->3루수)로 옮기고 포스터를 주전 좌익수로 기용하는 등의 결단을 서슴없이 진행했다.
그리고 신시내티 레즈는 1975년과 1976년 '빅 레드 머신'을 앞세워 2년 연속 월드시리즈 챔피언에 오르며 최고의 전성기를 구가했다. 그러나 이후 1977년과 1978년 2년 연속 2위에 그쳤고 1978년 시즌이 끝나자 전격 해고되는 충격을 당하게 된다.

##### 디트로이트 타이거스 시절
1978년 신시내티 레즈 감독직에서 해고 통보가 날라오자, 그는 다른팀 감독자리를 물색했다. 곧바로 디트로이트 타이거스가 그에게 감독으로 임명했다.
스파키는 1984년 커크 깁슨과 잭 모리스, 알렌 트레멜 등을 이끌고 시즌 104승을 거두며 다시 월드시리즈 우승을 차지하는데, 이는 메이저 리그 역사상 최초로 내셔널리그(NL)와 아메리칸리그(AL)에서 모두 월드시리즈 우승을 차지한 감독이 되었다.
그 시즌이 끝나고 스파키는 일기 형식의 시즌 회고록을 집필했는데, 제목은 '신의 은총이 선수들에게(Bless You Boys)'였다.
그 후 스파키는 계속 디트로이트 타이거스의 감독을 맡았는데 1995년 시즌 초 선수 파업이 거세지면서 메이저 리그 사무국측은 '대체 선수로 스프링 캠프를 시작한다.'는 결정을 내렸다. 그러나 스파키는 파업한 선수들의 편에 서며 대체 '선수들로 경기를 치르지 않겠다.'고 버텨 당시 디트로이트 타이거즈 구단주였던 마이크 일리치의 분노를 사게 되었다.
그리고 그 시즌 성적이 아주 저조(60승 84패, 0.417 승률)하자 스파키는 해고되었다.

### 은퇴와 말년

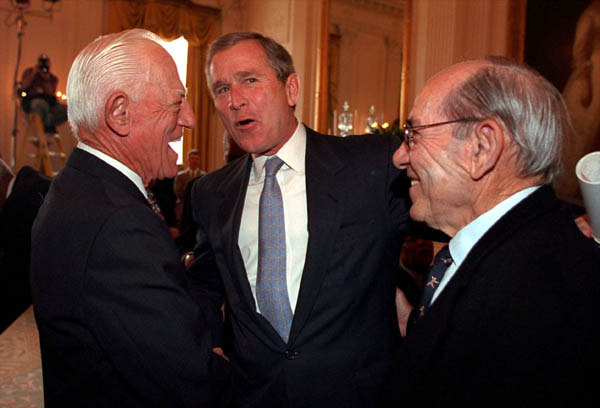
2001년 3월 30일 미국 대통령 조지 부시와 요기베라(왼쪽이 스파키)

1995년 시즌 끝나고 디트로이트 타이거즈에서 해고당하자, 그는 다른 팀에서 감독을 계속 맡고 싶어했다. 그러나, 메이저 리그 팀들로부터 제안이 들어오지 않자 곧바로 은퇴를 선언했다. 은퇴 당시 스파키는 '2194승'으로 역대 다승 감독 3위에 랭크되었다. 그 후 세인트루이스 카디널스의 토니 라 루사와 애틀란타 브레이브스의 보비 콕스, LA 다저스의 조 토리 감독 등이 그보다 15년을 더 감독 생활을 하면서 그의 성적을 넘어섰지만, 여전히 스파키 앤더슨은 '통산 감독 최다승 6위'를 기록하고 있다.
2000년 메이저 리그 명예의 전당에 헌액되었다. 헌액 당시 그는 다음과 같은 소감을 남겼다.
| “ | 감독은 두 가지 유형이 있다. 하나는 아둔한 감독으로 형편없는 선수들을 데리고 많은 경기에 패하면서 결국 해고되는 감독이다. 또 하나는 나같이 천재적인 감독이 있다. 나처럼 좋은 선수들을 많이 데리고, 가능하면 그들에게 방해가 되지 않게 비켜있으면서 그들이 많은 승리를 거둘 수 있도록 도와주는 감독이다. 그러면서 나는 25년이나 감독직을 할 수 있었다. | ” |

2007년에 '캐나다 야구 명예의 전당'에 입성했다. 이어 신시내티 레즈 시절 감독 등번호였던 '10번'은 영구 결번으로 지정되었다. 디트로이트 타이거스 감독 시절 등번호 '11번'은 스파키 은퇴 이후 이 등번호를 사용하는 선수가 없기 때문에 향후 디트로이트 타이거즈 구단으로부터 정식으로 영구 결번지정 될 가능성이 있다.
2010년 11월 4일, 치매와 노환으로 건강 상태가 나빠진 앤더슨은 캘리포니아주 사우전드옥스 자택에서 타계했다.

## 통산 성적

### 선수 성적
- 1959년 - 필라델피아 필리스 - 152경기 출장 -　타율 0.218（477타수 104안타）- 홈런 0개　- 타점 34개 - 도루 6개

### 감독 성적
| 연보   | 소속팀 | 리그    | 나이 | 경기 | 승리 | 패배 | 승률 | 순위/ 팀수 | 비고                                  |
| ------ | ------ | ------- | ---- | ---- | ---- | ---- | ---- | ---------- | ------------------------------------- |
| 1970년 | CIN    | NL WEST | 36   | 162  | 102  | 60   | .630 | 1 / 6      | 리그 우승                             |
| 1971년 | CIN    | NL WEST | 37   | 162  | 79   | 83   | .488 | 5 / 6      |                                       |
| 1972년 | CIN    | NL WEST | 38   | 154  | 95   | 59   | .617 | 1 / 6      | 리그 우승                             |
| 1973년 | CIN    | NL WEST | 39   | 162  | 99   | 63   | .611 | 1 / 6      | 지구 우승                             |
| 1974년 | CIN    | NL WEST | 40   | 163  | 98   | 64   | .605 | 2 / 6      |                                       |
| 1975년 | CIN    | NL WEST | 41   | 162  | 108  | 54   | .667 | 1 / 6      | 1975년 월드시리즈 우승                |
| 1976년 | CIN    | NL WEST | 42   | 162  | 102  | 60   | .630 | 1 / 6      | 1976년 월드시리즈 우승                |
| 1977년 | CIN    | NL WEST | 43   | 162  | 88   | 74   | .543 | 2 /6       |                                       |
| 1978년 | CIN    | NL WEST | 44   | 161  | 92   | 69   | .571 | 2 / 6      | 11월 해임                             |
| 1979년 | DET    | AL EAST | 45   | 106  | 56   | 50   | .528 | 5 / 7      | 6월 14일 감독대행.                    |
| 1980년 | DET    | AL EAST | 46   | 163  | 84   | 78   | .519 | 5 / 7      |                                       |
| 1981년 | DET    | AL EAST | 47   | 109  | 60   | 49   | .550 | ※          | 파업                                  |
| 1982년 | DET    | AL EAST | 48   | 162  | 83   | 79   | .512 | 4 / 7      |                                       |
| 1983년 | DET    | AL EAST | 49   | 162  | 92   | 70   | .568 | 2 / 7      |                                       |
| 1984년 | DET    | AL EAST | 50   | 162  | 104  | 58   | .642 | 1 / 7      | 1984년 월드시리즈 우승、최우수 감독상 |
| 1985년 | DET    | AL EAST | 51   | 161  | 84   | 77   | .522 | 3 / 7      |                                       |
| 1986년 | DET    | AL EAST | 52   | 162  | 87   | 75   | .537 | 3 / 7      |                                       |
| 1987년 | DET    | AL EAST | 53   | 162  | 98   | 64   | .605 | 1 / 7      | 지구 우승, 최우수 감독상              |
| 1988년 | DET    | AL EAST | 54   | 162  | 88   | 74   | .543 | 2 / 7      |                                       |
| 1989년 | DET    | AL EAST | 55   | 162  | 59   | 103  | .364 | 7 / 7      | 도중 휴업                             |
| 1990년 | DET    | AL EAST | 56   | 162  | 79   | 83   | .488 | 3 / 7      |                                       |
| 1991년 | DET    | AL EAST | 57   | 162  | 84   | 78   | .519 | 2 / 7      |                                       |
| 1992년 | DET    | AL EAST | 58   | 162  | 75   | 87   | .463 | 6 / 7      |                                       |
| 1993년 | DET    | AL EAST | 59   | 162  | 85   | 77   | .525 | 4 / 7      |                                       |
| 1994년 | DET    | AL EAST | 60   | 115  | 53   | 62   | .461 | 5 / 5      | 파업                                  |
| 1995년 | DET    | AL EAST | 61   | 144  | 60   | 84   | .417 | 4 / 5      | 파업                                  |
| 통산   | 26년   |         |      | 4030 | 2194 | 1834 | .545 |            |                                       |

※1981년은 시즌 도중 메이저 리그 선수단 파업 때문에 전후기 2시즌제가 되었다. 전기는 4위, 후기는 2위.

## 주요경력 및 수상경력
- 월드시리즈 3번 우승 (1975년, 1976년, 1984년)
- 아메리칸리그 '최우수 감독상' 2번 수상 (1984년, 1987년)
- 역대 다승 감독 6위 기록 (2194승)
- 신시네티 레즈 감독 시절 등번호 10번 영구 결번 지정.